# Goryphus varibalteatus
Goryphus varibalteatus là một loài tò vò trong họ Ichneumonidae.